# Dalian Barracuda Baystadion
Het 	Dalian Barracuda Baystadion is een multifunctioneel stadion in Dalian, een stad in China. Er kunnen 63.000 in het stadion. Het stadion wordt gebruikt door Dalian Professional FC.
In 2019 werd besloten om dit stadion te bouwen, vlak nadat China de organisatie toegewezen kreeg om het Aziatisch kampioenschap van 2023 te mogen organiseren. (Door de coronapandemie werd dit toernooi uiteindelijk niet in China gespeeld.) Het stadion werd gebouwd aan het water in de baai van de stad Dalian. Het ontwerp kwam van BDP Pattern en Buro Happold. Het stadion heeft verschillende tinten blauw in het ontwerp. Door de overlap van die tinten blauw worden golven uitgebeeld, die verwijzen naar de ligging aan de kust van Dalian. Het stadion is gebouwd door China Construction Eighth Engineering Bureau. De officiële start van de bouw was op 11 oktober 2020 en werd voltooid in april 2023.
De opening van het stadion was op 16 juni 2023, maar daarvoor werden er al enkele wedstrijden gespeeld door met name jeugdteams. Bij de opening speelde het Chinees voetbalelftal een vriendschappelijke wedstrijd tegen Myanmar. Vier dagen later volgde een tweede wedstrijd, dit keer tegen Palestina.